# Jorge Pobes
Jorge Gómez Espinosa, más conocido como Jorge Pobes (Zaragoza, 4 de noviembre de 1983), es un actor español, conocido por interpretar el papel de Aníbal Buendía en la telenovela El secreto de Puente Viejo y por el de Liberto Méndez Aspe en la telenovela Acacias 38.

## Biografía
Jorge Pobes nació el 4 de noviembre de 1983 en Zaragoza (España), desde temprana edad mostró inclinación por la actuación.

## Carrera
Jorge Pobes en 2002 y 2003 siguió interpretación en la escuela de cine y teatro Metrópolis. En 2003 asiste a clases en el taller de interpretación de la escuela JCCorazza con Catalina Lladó. En 2003 y 2004 se gradúa en arte dramático en la escuela que dirige Cristina Rota. En 2004 siguió cantando en la Casa de los Nuevos Artistas, mientras que de 2004 a 2006 siguió cantando con Raquel Esteve. De 2003 a 2006, se especializó en teatro en Karpas High School of drama y también se especializó en teatro en Karpas High School of drama. En 2009 realizó un curso de interpretación audiovisual con Ramón Quesada y Luis Gimeno, mientras que en 2010 realizó un curso de interpretación con Jaime Chávarri.
Apareció en películas como 2005 en The Tester, 2011 en Hasta el final del camino, 2012 en Biografía de un bebé, 2013 en Esto no es una cita, 2015 en B, la película, 2016 en Julieta y 2020 en Uno para todos.
En 2006 protagonizó la serie Suárez y Mariscal, caso cerrado y en Caso cerrado. En 2007 protagonizó la serie El comisario. En 2012 protagonizó la serie Secretos y mentiras. En 2012 actuó en la serie Mitos y leyendas, en Secretos y mentiras y en IP - La serie. En 2013 y 2014 interpretó el papel de Aníbal Buendía en la telenovela El secreto de Puente Viejo. En 2015 protagonizó la serie El Ministerio del Tiempo y Águila Roja.
De 2016 a 2021 fue elegido por TVE para interpretar el papel de Liberto Méndez Aspe en la telenovela emitida en La 1 Acacias 38 y donde actuó junto a actores como Sandra Marchena, Amparo Fernández, Alba Brunet y Carlos Serrano-Clark. En 2019 y 2020 participó en el programa de televisión Telepasión española, emitido en La 1. En el 2021 protagonizó la serie ¿Y si sí. . . ?. En 2023 interpretó el papel de Pau en la serie Sky Rojo.

## Filmografía

### Cine
| Año  | Título                    | Personaje      | Director                     |
| ---- | ------------------------- | -------------- | ---------------------------- |
| 2005 | The Tester                | Eric           | Fernando Núñez Herrera       |
| 2011 | Hasta el final del camino | Hidalgo        | Bogdan Ionut Toma            |
| 2012 | Biografía de un bebé      | Hombre Casette | Hernán González Iglesias     |
| 2013 | Esto no es una cita       | Nacho          | Guillermo Fernández Groizard |
| 2015 | B, la película            | Oficial        | David Ilundain               |
| 2016 | Julieta                   | Viajero Tren   | Pedro Almodóvar              |
| 2020 | Uno para todos            | Jesús          | David Ilundain               |

### Televisión
| Año       | Título                          | Personaje           | Notas          |
| --------- | ------------------------------- | ------------------- | -------------- |
| 2006      | Suárez y Mariscal, caso cerrado | Daniel Lozano       | 1 episodio     |
| 2007      | El comisario                    |                     | 1 episodio     |
| 2012      | Mitos y leyendas                | Anfitrión           | 1 episodio     |
| 2012      | Secretos y mentiras             |                     |                |
| 2012      | IP-LaSerie                      | Alejandro Alcázar   | 3 episodios    |
| 2013-2014 | El secreto de Puente Viejo      | Aníbal Buendía      | 255 episodios  |
| 2015      | El Ministerio del Tiempo        | Luis Orcajo         | 1 episodio     |
| 2015      | Águila Roja                     | Estudiante líder    | 1 episodio     |
| 2016-2021 | Acacias 38                      | Liberto Méndez Aspe | 1161 episodios |
| 2021      | ¿Y si si...?                    | Varios personajes   | 4 episodios    |
| 2023      | Sky Rojo                        | Pau                 | 3 episodios    |
| 2024      | Una vida menos en Canarias      | Ángel Durán         | 1 episodio     |
| 2024      | La promesa                      | José Juan           | 7 episodios    |
| 2024      | Ayla y los Mirror               | Abogado             | 1 episodio     |
| 2025      | La Favorita 1922                | Paco                | 1 episodio     |

### Cortometrajes
| Año  | Título                    | Personaje          | Director                 |
| ---- | ------------------------- | ------------------ | ------------------------ |
| 2003 | Nire Laguna               |                    | Laura Cañizares          |
| 2011 | Clubgéneris               | Guillermo Martínez |                          |
| 2011 | Hasta el final del camino | Hidalgo            | Bogdan Toma              |
| 2013 | Celebra lo que Tienes     | Camarero           | Iván Rivas               |
| 2013 | Como caído del cielo      | Nacho              | Luis Sánchez-Polack      |
| 2014 | Desahucio                 | Mariano            | Darío Frías y Iván Rivas |
| 2017 | Epiciclo                  | Darío              | Pablo A. Montero         |
| 2018 | Lobisome                  | Iván               | Juan de Dios Garduño     |
| 2019 | Un coche cualquiera       | Jairo              | David Pérez Sañudo       |

### Videoclips
| Año  | Título          |
| ---- | --------------- |
| 2013 | Out of the city |

## Teatro
| Año       | Título                            | Autor                        | Director                   | Notas                       |
| --------- | --------------------------------- | ---------------------------- | -------------------------- | --------------------------- |
| 2004      | La fuente de las palomas          |                              | Manuel Carcedo             |                             |
| 2005      | Historias de cuplé y sainete      | Teatro Cía Lírica Apolo      | Manuel Carcedo             |                             |
| 2005      | Con faldas ya lo loco             | Miguel Cuevas                |                            |                             |
| 2005-2006 | Platero y los trotacuentos        | Manuel Carcedo               |                            |                             |
| 2005-2007 | La Celestina                      | Manuel Carcedo               | Fernando de Rojas          |                             |
| 2006      | Bodas de sangre                   | Manuel Carcedo               | Federico García Lorca      |                             |
| 2006-2007 | Yerma                             | Manuel Carcedo               | Federico García Lorca      |                             |
| 2006-2007 | Bajarse al moro                   | Manuel Carcedo               | José Luis Alonso de Santos |                             |
| 2007      | Eloísa está debajo de un almendro | Manuel Carcedo               | Enrique Jardiel Poncela    |                             |
| 2009      | Ligazón                           | Ramón María del Valle-Inclán | Clara Cosials              |                             |
| 2012      | El impostor                       |                              | Darío Frías                |                             |
| 2012      | Mientras Ángela espera            |                              | Darío Frías                |                             |
| 2012-2013 | Aventuras en el Jurásico          | Carlos Bofill                | Teatro Calderón            |                             |
| 2018      | Viajar con el Viento              | Nancho Novo                  | Miguel Alcantud            |                             |
| 2021      | La herencia                       | David Barreiro               | Pepe Ocio                  |                             |
| 2022-2023 | El secreto                        | Éric Assous                  | Ramón Paso                 | Teatro Lara y Teatro Fígaro |

## Programas de televisión
| Año       | Título              | Canal |
| --------- | ------------------- | ----- |
| 2008      | Guasanga            | Neox  |
| 2019-2020 | Telepasión española | La 1  |

## Premios y reconocimientos
Premios Pavez – Festival Nacional de Cortometrajes Talavera de la Reina
| Año  | Categoría              | Trabajo             | Resultado |
| ---- | ---------------------- | ------------------- | --------- |
| 2020 | Mejor actor secundario | Un coche cualquiera | Ganador   |